# Lijst van Nigerese ministers van Buitenlandse Zaken
Dit is een lijst met voor zover bekend de ministers van Buitenlandse Zaken van het land Niger:
- 1958 - 1963 Hamani Diori (1e keer)
- 1963 - 1965 Adamou Mayaki
- 1965 - 1967 Hamani Diori (2e keer)
- 1967 - 1970 Abdou Sidikou
- 1970 Barcourgné Courmo
- 1970 - 1972 Mamdou Maidah
- 1972 - 1974 Boukary Sabo
- 1974 - 1979 Adamou Moumouni Djermakoye
- 1979 - 1983 Daouda Diallo
- 1983 - 1985 Ide Oumarou
- 1985 - 1988 Mahamane Sani Bako (1e keer)
- 1988 - 1989 Allele Elhadj Habibou
- 1989 - 1991 Mahamane Sani Bako (2e keer)
- 1991 - 1993 Hassan Hamidou
- 1993 - 1995 Abdourahmane Hama
- 1995 - 1996 Mohamed Bazoum
- 1996 André Salifou
- 1996 - 1997 Ibrahim Hassane Mayaki
- 1997 - 1999 Maman Sambo Sidikou
- 1999 - 2000 Aïchatou Mindaoudou (1e keer)
- 2000 - 2001 Nassirou Sabo
- 2001 - 2011 Aïchatou Mindaoudou (2e keer)
- 2011 - 2015 Mohamed Bazoum
- 2015 - 2016 Aïchatou Boulama Kané
- 2016 - 2018 Ibrahim Yacoubou
- 2018 - 2021 Kalla Ankourao
- 2021 - heden Hassoumi Massaoudou